# جودی ماسلی مک آفی
جودی ماسلی مک آفی (انگلیسی: Judy Mosley-McAfee; ۱۷ مارس ۱۹۶۸ – ۱۶ سپتامبر ۲۰۱۳) بازیکن بسکتبال اهل ایالات متحده آمریکا بود.